# Том Горн (фільм, 1980)
«Том Горн» (англ. Tom Horn) — американський кіновестерн Вільяма Ваярда 1980 року зі Стівом Макквіном у головній ролі.

## Сюжет
Події фільму розігруються на початку 1900-х років, коли до маленького містечка на Дикому Заході у штаті Вайомінґ приїжджає Том Горн (Стів Макквін). Місцеві фермери, які розводять корів та коней, терплять великі збитки від крадіїв худоби. Оскільки боротьба шерифів з бандитами виявилася неефективною, бізнесмени вирішили найняти Тома, колишнього розвідника, мисливця за головами та влучного стрільця.
Власник ранчо Джон Кобл (Річард Фарнсворт) пропонує Томові роботу ковбоя або плату 200 доларів за кожного крадія. Дуже швидко Горн став популярним завдяки «роботі» зі своїм вінчестером, але незабаром його починають сприймати як черствого вбивцю …

## Ролі виконують
- Стів Макквін — Том Горн[en]
- Лінда Еванс — Глендолен Кіммель
- Річард Фарнсворт — Джон Кобл
- Біллі Буш[en] — маршал Джо Белль
- Слім Пікенс[en] — шериф Сем Крідмор
- Джефрі Льюїс — Волтер Столл

## Навколо фільму
- Томас «Том» Горн-молодший (англ. Thomas „Tom“ Horn Jr., 1860—1903) був одним з останніх героїв Дикого Заходу. У 14-річному віці втік з дому, працював як залізничний працівник на будівництві залізничних ліній Санта-Фе[en], керував поштовим диліжансом та був кавалеристом кінноти США. Він прославився як розвідник та індіанський мисливець, подібний до легендарного Джеронімо.
- Гвинтівка Тома Горна насправді була вінчестер з набоєм .30-30, а не вінчестер .45-60, як говориться у фільмі.